# Тарногай
Tarnogaj'' (немецкий. Dürrgoy) - поселок в юго-восточной части Вроцлава, в бывшем District Krzyki, между Бардзка на западе и железнодорожными путями на юге (за улицей Śliwkową), востоке (за улицей Епископа Богедайна и улицей międzyleska) и севере (где жилой массив достигает улиц Прудницкая и Серницкая). Неформально он разделен улицей Армии Крайовой на две части Оседле Хенриковске и Оседле Мешканиове Тарногай мы Вроцлаве, и каждая часть имеет свой приход: Костел Святого Духа во Вроцлаве и Приход Святого Стефана во Вроцлаве.
После II мировая война трамвайное сообщение на Тарногае было возобновлено в 1948 году. Из-за близости газового завода жилье в этом районе не размещалось, и в 1970-х годах оно было размещено по соседству - в районе Гай через улицу Бардзка. Газовый завод - старейшее, но не единственное промышленноепредприятие, действующее в этом районе: здесь также расположены «Мостосталь», «Гидробудова Вроцлав», «Трансбуд Вроцлав» и некоторые другие; Тарногай остается промышленным районом, и здесь же находятся многочисленные gródki działkowe. На территории усадьбы находится приходской костел Святого Стефана, штаб-квартира вроцлавского отделения помощи святого брата Альберта и приют для бездомных мужчин.